# 연

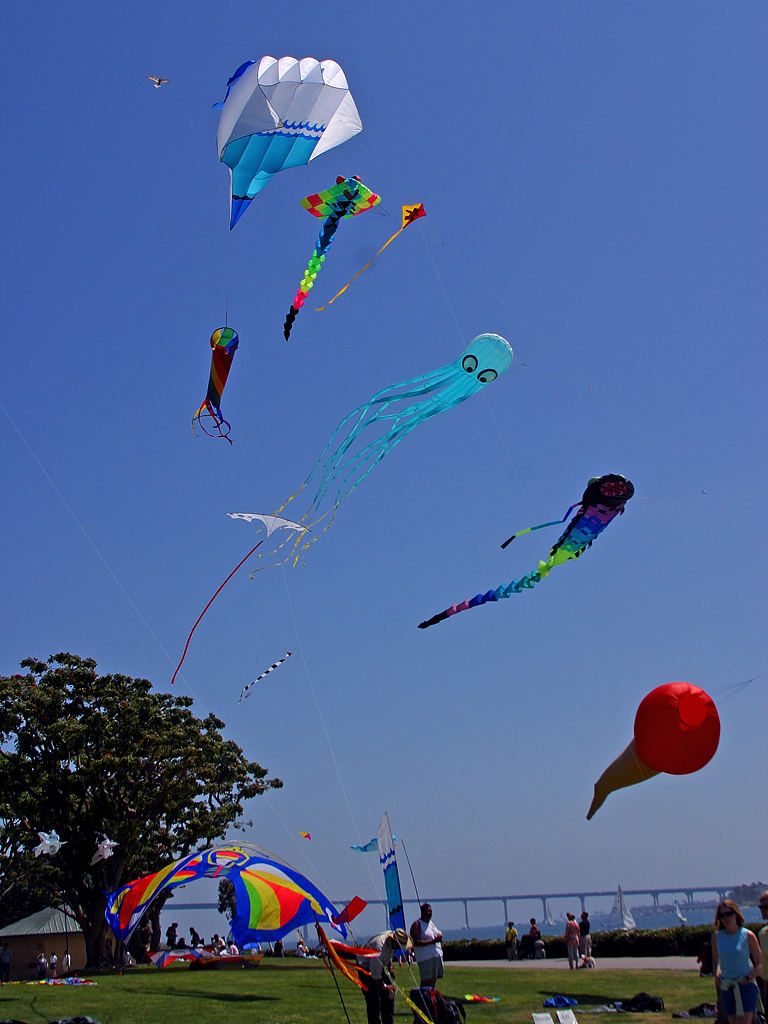

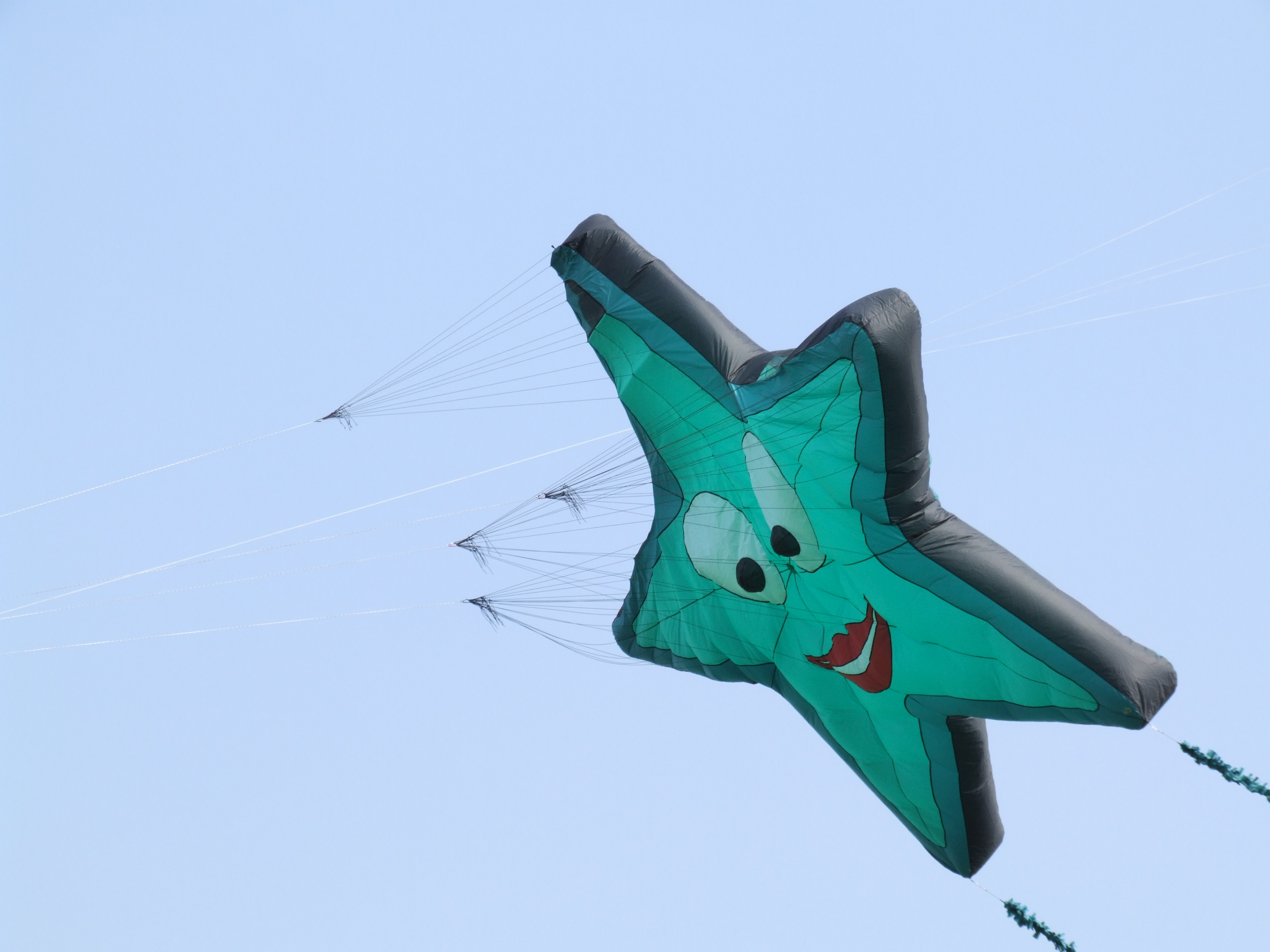

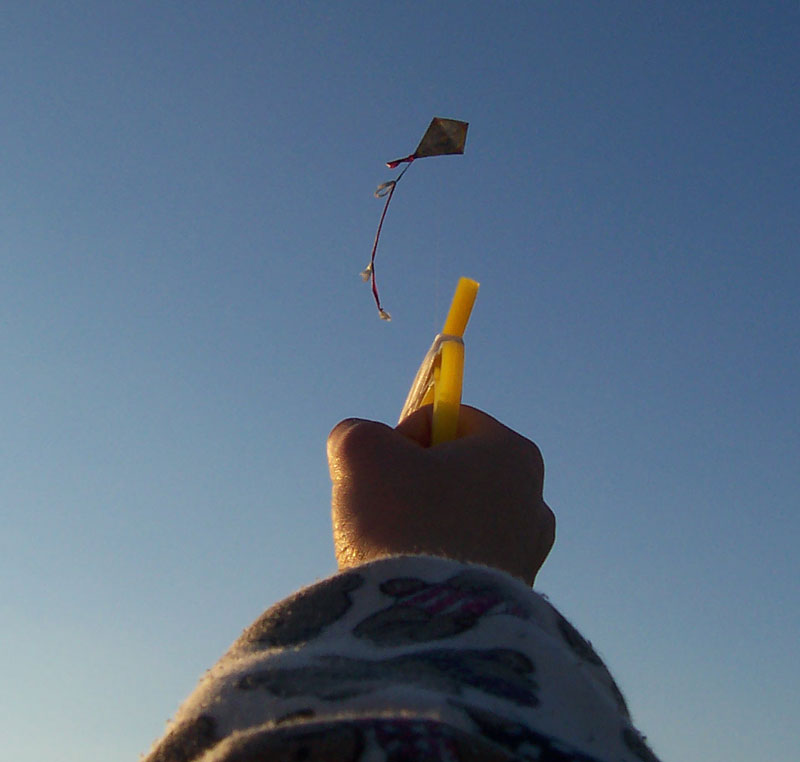

연(鳶, 영어: kite)이란 줄에 매달아서 바람에 날 수 있게 만든 물건이다. 일반적으로 가늘게 깎아 추린 대나무 살을 모로 엇맞추어 붙인 사각형이나 삼각형꼴에 창호지나 혹은 얖은 종이를 덮어 붙여 실을 매어 달아 하늘에 띄워 날리는 일종의 장난감 비행물체이다.
연은 오래고도 다양한 역사를 자랑하며 수많은 여러 종류가 있고 전 세계 축제에서 개별로 날린다.

## 역사
연은 아시아에서 발명되었으나 정확한 기원은 추정만 되고 있다. 연에 관한 가장 오래된 기술은 인도네시아 술라웨시섬 남동부에 위치한 무나섬 중석기 시대 동굴 그림으로, 기원전 9500~9000년 전으로 거슬러 올라간다.
중국에서 연은 약 2800년 전에 처음 발명되어 널리 알려지기 시작하였으며, 실과 대나무와 같은 "연에 필요한 물질"을 쉽게 얻을 수 있었다.

## 세계 기록

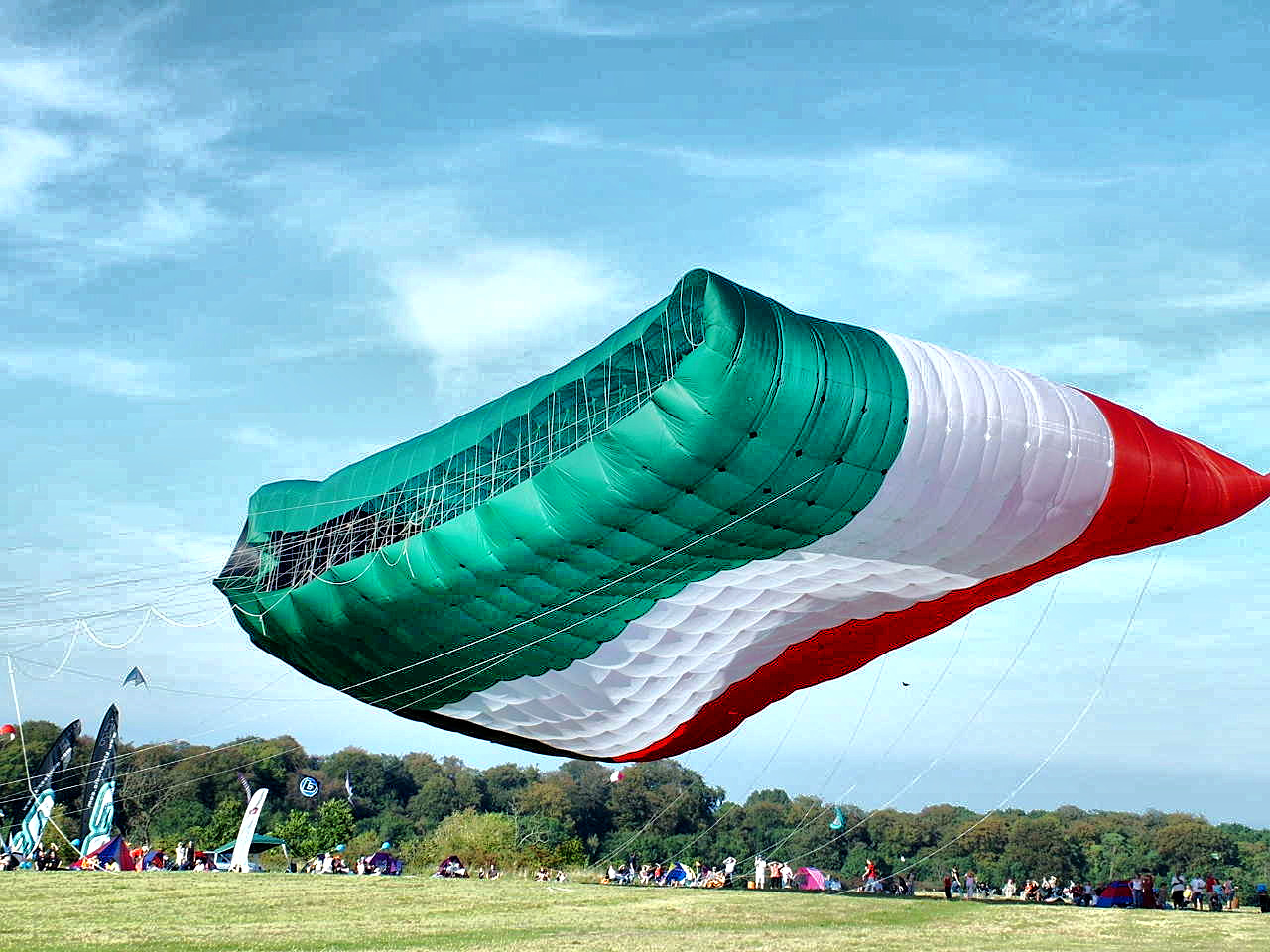
쿠웨이트기의 모양을 한 연. 크기는 42 × 25 m, 1050 m2에 이른다.

연에 관련한 수많은 세계 기록이 있다. 예를 들어, 세계 최대의 연은 싱글-라인 연이다. 최대 연의 세계 기록은 최소 20분 간 비행한 쿠웨이트기이다. 단일 연 고도 기록은 삼각형 상자 델타 연(triangular-box delta kite)이 차지했다. 2014년 9월 23일 로버트 무어가 이끄는 한 팀은 129 제곱피트 (12 m2)의 연을 지상 16,009 피트 (4,880 m)까지 날렸다.

## 한국의 연
연은 정월 초하루부터 대보름까지 날리는데, 대보름에는 연을 띄운 후 실을 끊어 하늘 저 멀리로 보내는 전통이 있다. 그 이유는 나쁜 것을 내보내고 복을 맞아들인다는 것으로 풀이되며, 이것은 아마 토속 신앙과 관련이 있는 것으로 보인다.

## 같이 보기
- 연꼴
- 카이트서핑